# 城岗镇
城岗镇，是中华人民共和国江西省赣州市兴国县下辖的一个乡镇级行政单位。2019年人口数量为3.08万人。

## 历史
城岗镇于明朝初年开圩，古称宝成乡，至今约有六百多年的历史。嘉靖年间即为全县十八个圩镇之一。民国时期改名为城岗乡，下辖八保，故又称“城岗八保”。
2019年时撤乡设镇，设城岗镇（赣民函〔2019〕46号）。2020年6月28日城岗镇正式揭牌。

## 行政区划
城岗镇辖19个行政村，之下再辖198个村民小组。
19个行政村为：城岗村、横坑村、罗兴村、石浒村、瓦溪村、长保村、余溪村、凌陈村、回龙村、下洲村、榔槎村、东坑村、正气村、增洒村、大获村、小获村、白石村、铜锣丘村和严坑村。

## 地理
城岗镇处于兴国县境内东北部山区，距离县城约40公里。全镇面积为144平方公里，其中耕地面积为1.8万亩，山地面积为15.8万亩。

## 经济
城岗镇的种植业以水稻为主，另外还种植烟叶（750亩）和脐橙（2100亩）。2019年收购的烟叶超过七万公斤。养殖业涵括肉牛、蛋鸡和竹鼠，2019年肉牛达到1500头、竹鼠2600只、鸡30万余只。出产的地方手艺产品有棕制品和竹木制品。
城岗镇内有萤石、电力、矿泉水和稀土等矿产资源。萤石矿分布在回龙、下洲及榔槎村。境内有3个萤石矿业公司、5个萤石矿点、2个石场和1个矿泉水厂。
代表性的食品有五香糕和薯粉丝等。

## 城岗万寿宫
城岗万寿宫始建于明代，位于城岗圩上，是县级文物保护单位。

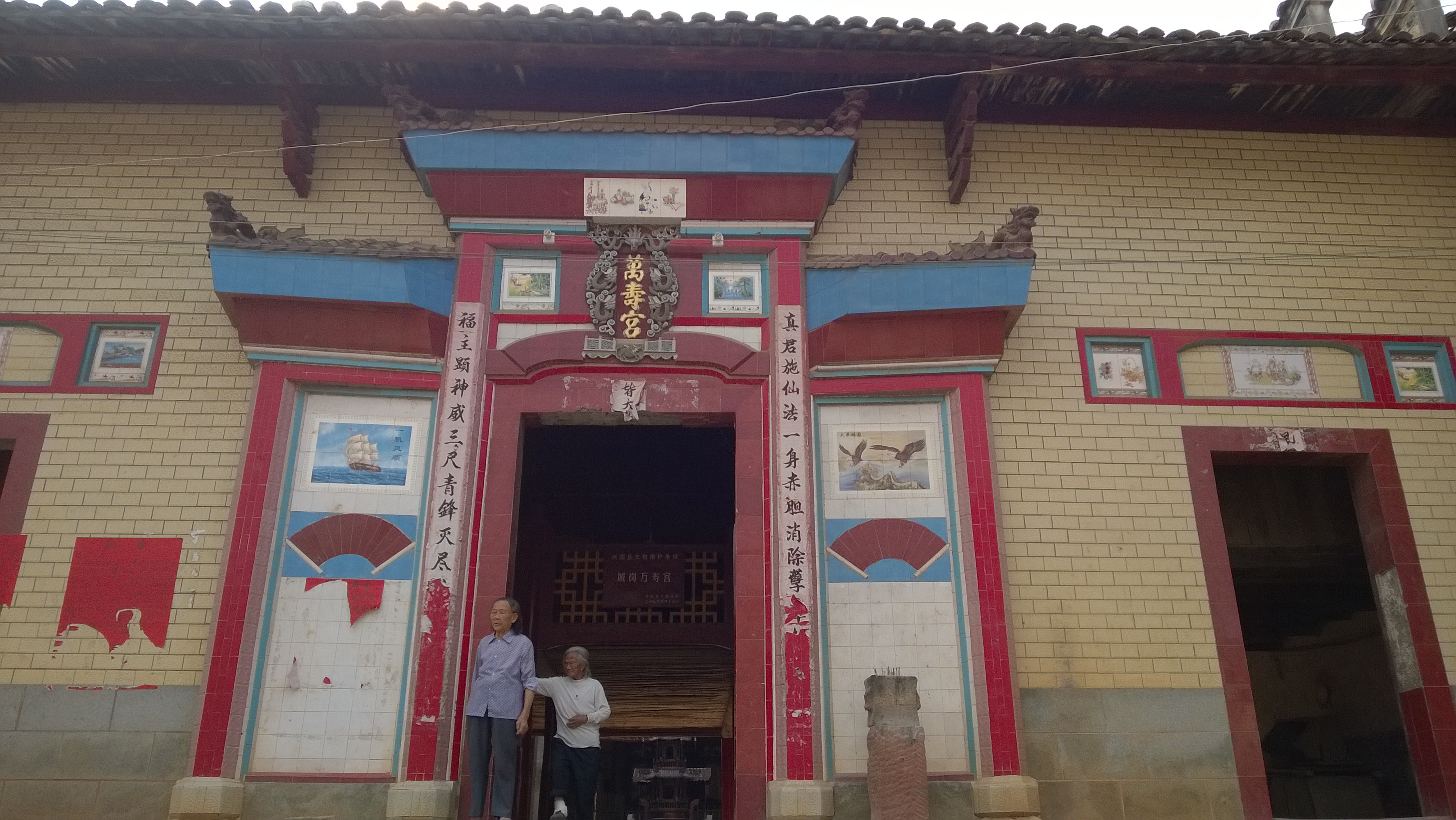
正门
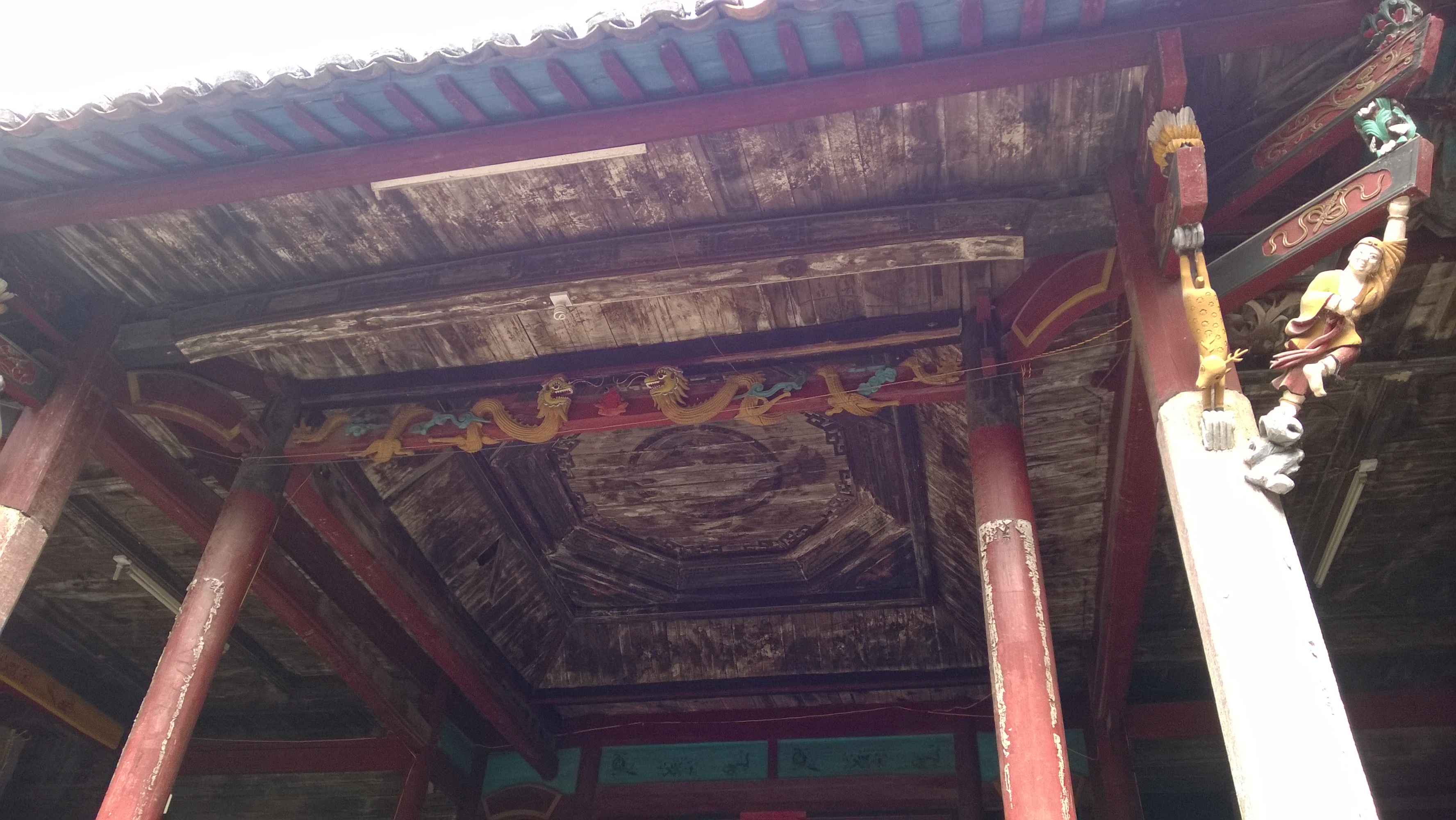
门楼天花板
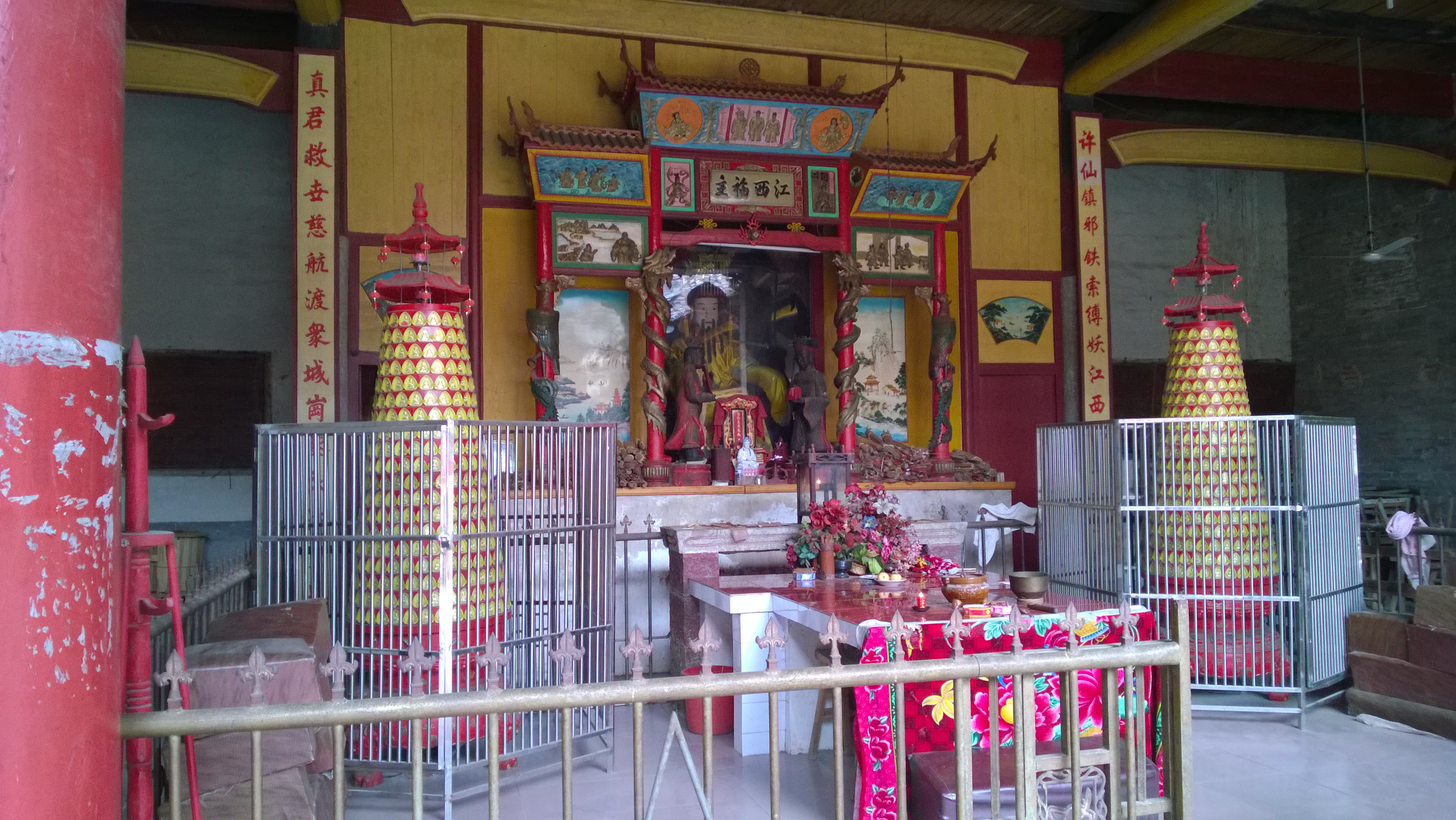
神龛
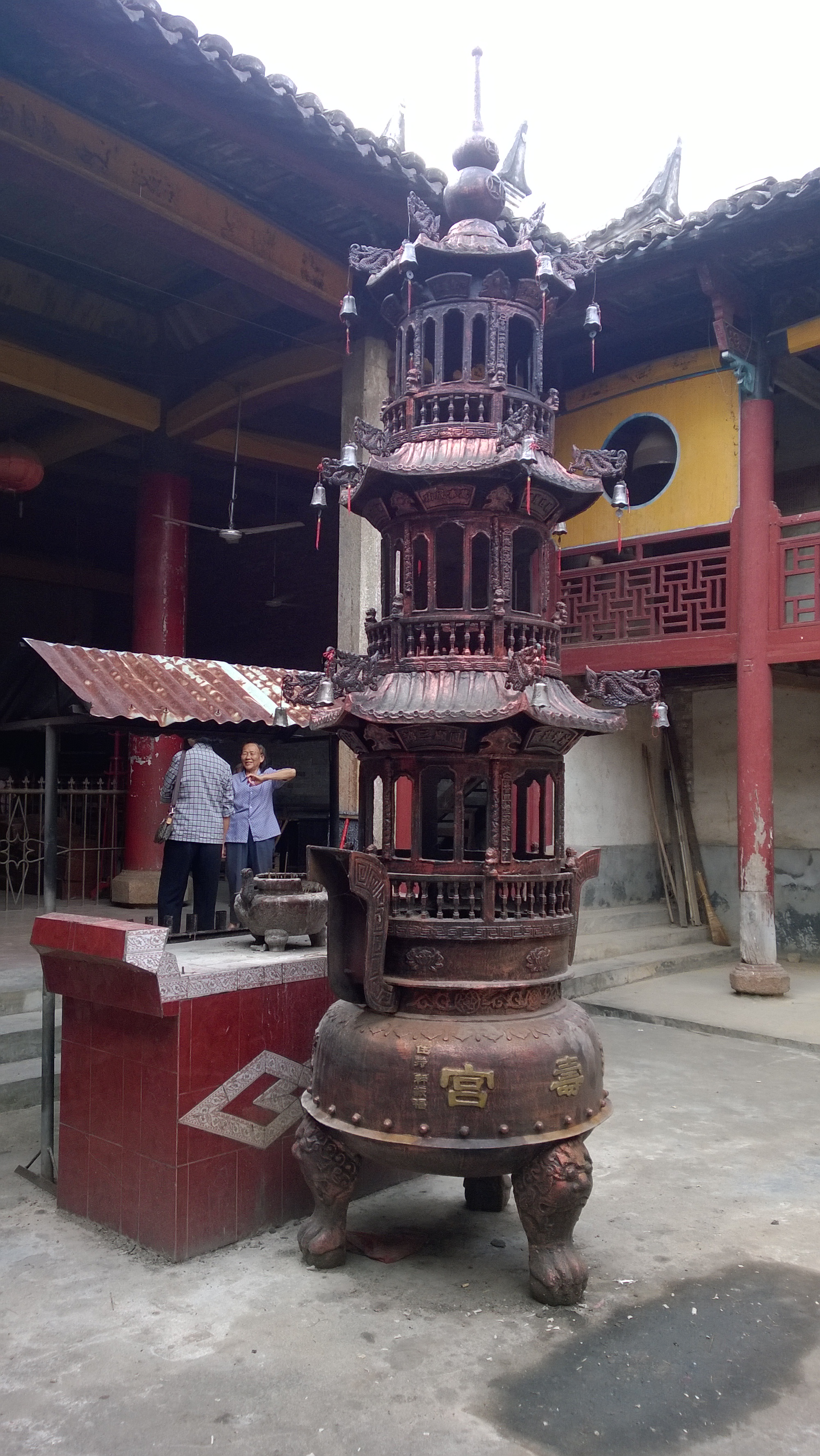
内院